# Gar el Hama IV
Gar el Hama IV er en dansk stumfilm fra 1916, der er instrueret af Robert Dinesen efter manuskript af Ludwig Landmann. Aage Hertel er igen Gar el Hama, mens Robert Dinesen denne gang har rollen som detektiv Blinkton.

## Handling
Denne artikel mangler et handlingsreferat. Hjælp os med at skrive det.

## Medvirkende
- Aage Hertel - Gar el Hama
- Robert Dinesen - Sam Blinkton, detektiv
- Johannes Ring - Grev Sinclair
- Gerda Christophersen - Grevinde Sinclair
- Franz Skondrup - Juveler Lewenstein
- Moritz Bielawski - Juveler Hase
- Oscar Nielsen
- Carl Schenstrøm